# Ammoniumlaurylsulfat
Ammoniumlaurylsulfat ist eine chemische Verbindung aus der Gruppe der Alkylsulfate.

## Eigenschaften
Ammoniumlaurylsulfat ist eine farblose Flüssigkeit mit leichtem Geruch.

## Verwendung
Ammoniumlaurylsulfat wird zur Papierveredelung verwendet. Es dient auch als Tensid in Kosmetika und Reinigungsmitteln wie zum Beispiel Shampoos oder Lederreiniger. Es wird in der Medizin auch zur Behandlung von Akne verwendet.